# Abdul Salam Al-Mukhaini
Abdul Salam Amur Juma Al-Mukhaini (Mascate, 7 de abril de 1988 – Mascate, 21 de janeiro de 2025) foi um futebolista profissional omani que atuou como defensor. Al-Mukhaini morreu no dia 21 de janeiro de 2025, em Mascate, capital do Omã, aos 36 anos.

## Carreira
Abdul Salam Al-Mukhaini representou a Seleção Omani de Futebol na Copa da Ásia de 2015.